# Partecipanti al Tour of the Alps 2017
In questa voce sono riportati i corridori iscritti alla quarantunesima edizione del Giro del Trentino, prima con l'attuale denominazione Tour of the Alps. I ciclisti partiti da Kufstein sono stati 139 (8 per ogni squadra, quindi 18 squadre, con 3 squadre partenti con 7 corridori ed una con 6), mentre quelli giunti sul traguardo finale di Trento sono stati 109.

## Corridori per squadra
È riportato l'elenco dei corridori iscritti, il loro numero di gara e il loro risultato; sotto in legenda vengono riportati i dettagli dell'elenco.
| Team Sky                                | Team Sky                                | Team Sky                                | FDJ                                       | FDJ                                       | FDJ                                       | Nippo-Vini Fantini                     | Nippo-Vini Fantini                     | Nippo-Vini Fantini                     |
| --------------------------------------- | --------------------------------------- | --------------------------------------- | ----------------------------------------- | ----------------------------------------- | ----------------------------------------- | -------------------------------------- | -------------------------------------- | -------------------------------------- |
| 1                                       | Mikel Landa                             | 5º                                      | 61                                        | Thibaut Pinot                             | 2º                                        | 121                                    | Damiano Cunego                         | 15º                                    |
| 2                                       | Ian Boswell                             | R 5ª                                    | 62                                        | William Bonnet                            | 96º                                       | 122                                    | Nicola Bagioli                         | 64º                                    |
| 3                                       | Philip Deignan                          | 43º                                     | 63                                        | Johan Le Bon                              | 87º                                       | 123                                    | Giacomo Berlato                        | 101º                                   |
| 4                                       | Peter Kennaugh                          | R 5ª                                    | 64                                        | Tobias Ludvigsson                         | 29º                                       | 124                                    | Alessandro Bisolti                     | 69º                                    |
| 5                                       | Geraint Thomas                          | 1º                                      | 65                                        | Jérémy Maison                             | 55º                                       | 125                                    | Iuri Filosi                            | 50º                                    |
| 6                                       | Kenny Elissonde                         | 35º                                     | 66                                        | Steve Morabito                            | 26º                                       | 126                                    | Pierpaolo De Negri                     | 91º                                    |
| 7                                       | -                                       |                                         | 67                                        | Jérémy Roy                                | 38º                                       | 127                                    | Masakazu Ito                           | R 5ª                                   |
| 8                                       | -                                       |                                         | 68                                        | -                                         |                                           | 128                                    | Ivan Santaromita                       | 20º                                    |
| Direttore sportivo: Nicolas Portal      | Direttore sportivo: Nicolas Portal      | Direttore sportivo: Nicolas Portal      | Direttore sportivo: Marc Madiot           | Direttore sportivo: Marc Madiot           | Direttore sportivo: Marc Madiot           | Direttore sportivo: Francesco Pelosi   | Direttore sportivo: Francesco Pelosi   | Direttore sportivo: Francesco Pelosi   |
| AG2R La Mondiale                        | AG2R La Mondiale                        | AG2R La Mondiale                        | Androni Giocattoli-Sidermec               | Androni Giocattoli-Sidermec               | Androni Giocattoli-Sidermec               | Wilier Triestina-Selle Italia          | Wilier Triestina-Selle Italia          | Wilier Triestina-Selle Italia          |
| 11                                      | Domenico Pozzovivo                      | 3º                                      | 71                                        | Francesco Gavazzi                         | 82º                                       | 131                                    | Julen Amezqueta                        | 18º                                    |
| 12                                      | François Bidard                         | 22º                                     | 72                                        | Egan Bernal                               | 9º                                        | 132                                    | Matteo Busato                          | 23º                                    |
| 13                                      | Clément Chevrier                        | 33º                                     | 73                                        | Rodolfo Torres                            | 10º                                       | 133                                    | Filippo Pozzato                        | R 5ª                                   |
| 14                                      | Hubert Dupont                           | 12º                                     | 74                                        | Marco Frapporti                           | 47º                                       | 134                                    | Eugert Zhupa                           | 95º                                    |
| 15                                      | Ben Gastauer                            | 31º                                     | 75                                        | Mattia Cattaneo                           | 28º                                       | 135                                    | Yonder Godoy                           | 24º                                    |
| 16                                      | Alexandre Geniez                        | R 2ª                                    | 76                                        | Fausto Masnada                            | 21º                                       | 136                                    | Il'ja Koševoj                          | 40º                                    |
| 17                                      | Matteo Montaguti                        | 27º                                     | 77                                        | Davide Ballerini                          | R 5ª                                      | 137                                    | Daniel Martínez                        | 37º                                    |
| 18                                      | Julien Bérard                           | 68º                                     | 78                                        | Raffaello Bonusi                          | 78º                                       | 138                                    | Cristian Rodríguez                     | 17º                                    |
| Direttore sportivo: Vincent Lavenu      | Direttore sportivo: Vincent Lavenu      | Direttore sportivo: Vincent Lavenu      | Direttore sportivo: Gianni Savio          | Direttore sportivo: Gianni Savio          | Direttore sportivo: Gianni Savio          | Direttore sportivo: Angelo Citracca    | Direttore sportivo: Angelo Citracca    | Direttore sportivo: Angelo Citracca    |
| Astana Pro Team                         | Astana Pro Team                         | Astana Pro Team                         | Aqua Blue Sport                           | Aqua Blue Sport                           | Aqua Blue Sport                           | Bike Aid                               | Bike Aid                               | Bike Aid                               |
| 21                                      | Michele Scarponi                        | 4º                                      | 81                                        | Stefan Denifl                             | R 5ª                                      | 141                                    | Nikodemus Holler                       | R 5ª                                   |
| 22                                      | Dario Cataldo                           | 25º                                     | 82                                        | Matthew Brammeier                         | R 1ª                                      | 142                                    | Timothy Rugg                           | R 5ª                                   |
| 23                                      | Sergej Černeckij                        | 49º                                     | 83                                        | Lawrence Warbasse                         | R 1ª                                      | 143                                    | Suleiman Kangangi                      | 80º                                    |
| 24                                      | Žandos Bižigitov                        | 88º                                     | 84                                        | Andrew Fenn                               | 100º                                      | 144                                    | Salim Kipkemboi                        | R 5ª                                   |
| 25                                      | Moreno Moser                            | R 5ª                                    | 85                                        | Peter Koning                              | 99º                                       | 145                                    | Daniel Bichlmann                       | 105º                                   |
| 26                                      | Luis León Sánchez                       | 16º                                     | 86                                        | Calvin Watson                             | R 5ª                                      | 146                                    | Timo Schafer                           | R 5ª                                   |
| 27                                      | Paolo Tiralongo                         | 63º                                     | 87                                        | Leigh Howard                              | 73º                                       | 147                                    | Adne van Engelen                       | 94º                                    |
| 28                                      | Andrej Zejc                             | 67º                                     | 88                                        | Martyn Irvine                             | R 5ª                                      | 148                                    | Awet Habtom                            | 75º                                    |
| Direttore sportivo: Aleksandr Vinokurov | Direttore sportivo: Aleksandr Vinokurov | Direttore sportivo: Aleksandr Vinokurov | Direttore sportivo: Stephen Moore         | Direttore sportivo: Stephen Moore         | Direttore sportivo: Stephen Moore         | Direttore sportivo: Dominik Schmengler | Direttore sportivo: Dominik Schmengler | Direttore sportivo: Dominik Schmengler |
| BMC Racing Team                         | BMC Racing Team                         | BMC Racing Team                         | Bardiani-CSF                              | Bardiani-CSF                              | Bardiani-CSF                              | Sangemini-MG.K Vis                     | Sangemini-MG.K Vis                     | Sangemini-MG.K Vis                     |
| 31                                      | Damiano Caruso                          | R 5ª                                    | 91                                        | Simone Andreetta                          | 52º                                       | 151                                    | Simone Bernardini                      | 102º                                   |
| 32                                      | Rohan Dennis                            | 19º                                     | 92                                        | -                                         |                                           | 152                                    | Francesco Manuel Bongiorno             | 44º                                    |
| 33                                      | Manuel Senni                            | 32º                                     | 93                                        | Stefano Pirazzi                           | 51º                                       | 153                                    | Nicola Gaffurini                       | 86º                                    |
| 34                                      | Kilian Frankiny                         | 42º                                     | 94                                        | Simone Velasco                            | 76º                                       | 154                                    | Michele Gazzara                        | 60º                                    |
| 35                                      | Brent Bookwalter                        | 11º                                     | 95                                        | Luca Wackermann                           | R 5ª                                      | 155                                    | Davide Orrico                          | 41º                                    |
| 36                                      | Joey Rosskopf                           | 30º                                     | 96                                        | Alessandro Tonelli                        | 89º                                       | 156                                    | Niccolò Salvietti                      | 104º                                   |
| 37                                      | Tom Bohli                               | 77º                                     | 97                                        | Simone Sterbini                           | 66º                                       | 157                                    | Paolo Prandini                         | 110º                                   |
| 38                                      | Miles Scotson                           | R 4ª                                    | 98                                        | Edoardo Zardini                           | 56º                                       | 158                                    | Paolo Totò                             | 39º                                    |
| Direttore sportivo: Jim Ochowicz        | Direttore sportivo: Jim Ochowicz        | Direttore sportivo: Jim Ochowicz        | Direttore sportivo: Bruno Reverberi       | Direttore sportivo: Bruno Reverberi       | Direttore sportivo: Bruno Reverberi       | Direttore sportivo: Demetrio Iommi     | Direttore sportivo: Demetrio Iommi     | Direttore sportivo: Demetrio Iommi     |
| Bora-Hansgrohe                          | Bora-Hansgrohe                          | Bora-Hansgrohe                          | Caja Rural-Seguros RGA                    | Caja Rural-Seguros RGA                    | Caja Rural-Seguros RGA                    | Tirol Cycling Team                     | Tirol Cycling Team                     | Tirol Cycling Team                     |
| 41                                      | Pascal Ackermann                        | 108º                                    | 101                                       | Sergio Pardilla                           | 13º                                       | 161                                    | Lucas Schwarz                          | 97º                                    |
| 42                                      | Jan Bárta                               | 59º                                     | 102                                       | Fabricio Ferrari                          | 36º                                       | 162                                    | Filippo Fortin                         | 85º                                    |
| 43                                      | Emanuel Buchmann                        | 7º                                      | 103                                       | Antonio Molina                            | R 3ª                                      | 163                                    | Matthias Krizek                        | 83º                                    |
| 44                                      | Silvio Herklotz                         | 57º                                     | 104                                       | Nicholas Schultz                          | 58º                                       | 164                                    | Enrico Salvador                        | R 5ª                                   |
| 45                                      | Rüdiger Selig                           | 109º                                    | 105                                       | Héctor Sáez                               | R 3ª                                      | 165                                    | Maximiliam Kuen                        | 70º                                    |
| 46                                      | José Mendes                             | R 5ª                                    | 106                                       | David Arroyo                              | 84º                                       | 166                                    | Valens Ndayisenga                      | 107º                                   |
| 47                                      | Matteo Pelucchi                         | R 5ª                                    | 107                                       | Eduard Prades                             | 54º                                       | 167                                    | Sebastian Schönberger                  | 53º                                    |
| 48                                      | Andreas Schillinger                     | 93º                                     | 108                                       | Josu Zabala                               | 79º                                       | 168                                    | Patrick Gamper                         | R 5ª                                   |
| Direttore sportivo: Ralph Denk          | Direttore sportivo: Ralph Denk          | Direttore sportivo: Ralph Denk          | Direttore sportivo: Juan Manuel Hernández | Direttore sportivo: Juan Manuel Hernández | Direttore sportivo: Juan Manuel Hernández | Direttore sportivo: Thomas Pupp        | Direttore sportivo: Thomas Pupp        | Direttore sportivo: Thomas Pupp        |
| Cannondale-Drapac Pro Cycling Team      | Cannondale-Drapac Pro Cycling Team      | Cannondale-Drapac Pro Cycling Team      | Gazprom-RusVelo                           | Gazprom-RusVelo                           | Gazprom-RusVelo                           | Italia                                 | Italia                                 | Italia                                 |
| 51                                      | Nathan Brown                            | 46º                                     | 111                                       | Sergej Firsanov                           | 45º                                       | 171                                    | Rinaldo Nocentini                      | R 5ª                                   |
| 52                                      | Hugh Carthy                             | 14º                                     | 112                                       | Aleksandr Foliforov                       | 34º                                       | 172                                    | Alberto Amici                          | 61º                                    |
| 53                                      | Joe Dombrowski                          | 65º                                     | 113                                       | Dmitrij Kozončuk                          | 90º                                       | 173                                    | Matteo Natali                          | 74º                                    |
| 54                                      | Davide Formolo                          | R 5ª                                    | 114                                       | Igor' Boev                                | 106º                                      | 174                                    | Andrea Garosio                         | 62º                                    |
| 55                                      | Pierre Rolland                          | 6º                                      | 115                                       | Sergej Nikolaev                           | 103º                                      | 175                                    | Antonio Zullo                          | 48º                                    |
| 56                                      | Simon Clarke                            | R 5ª                                    | 116                                       | Pavel Brutt                               | 98º                                       | 176                                    | Danilo Celano                          | 8º                                     |
| 57                                      | Davide Villella                         | R 5ª                                    | 117                                       | Ildar Arslanov                            | 81º                                       | 177                                    | Leonardo Basso                         | 92º                                    |
| 58                                      | -                                       |                                         | 118                                       | Ivan Rovnyj                               | 72º                                       | 178                                    | Luca Raggio                            | 71º                                    |
| Direttore sportivo: Jonathan Vaughters  | Direttore sportivo: Jonathan Vaughters  | Direttore sportivo: Jonathan Vaughters  | Direttore sportivo: Renat Chamidulin      | Direttore sportivo: Renat Chamidulin      | Direttore sportivo: Renat Chamidulin      | Direttore sportivo: Davide Cassani     | Direttore sportivo: Davide Cassani     | Direttore sportivo: Davide Cassani     |

### Legenda
| Legenda      | Legenda | Legenda       | Legenda                                                  |
| ------------ | --- | ------------- | -------------------------------------------------------- |
| Dorsale      | Dorsale di partenza del ciclista | Posizione     | Posizione finale nella classifica generale               |
| Maglia viola | Indica il vincitore della classifica generale                                                                                        | Maglia verde  | Indica il vincitore della classifica dei GPM             |
| Maglia rossa | Indica il vincitore della classifica a punti                                                                                         | Maglia bianca | Indica il vincitore della classifica dei giovani         |
| NP           | Indica un ciclista che non è ripartito in una tappa la mattina                                                                       | R             | Indica un ciclista che si è ritirato in una tappa        |
| FTM          | Indica un ciclista che ha concluso una tappa fuori tempo, ossia ha impiegato più tempo rispetto a quanto stabilito dal tempo massimo | EX            | Corridore escluso per non aver rispettato il regolamento |